# تیپ ۷۱ روح‌الله

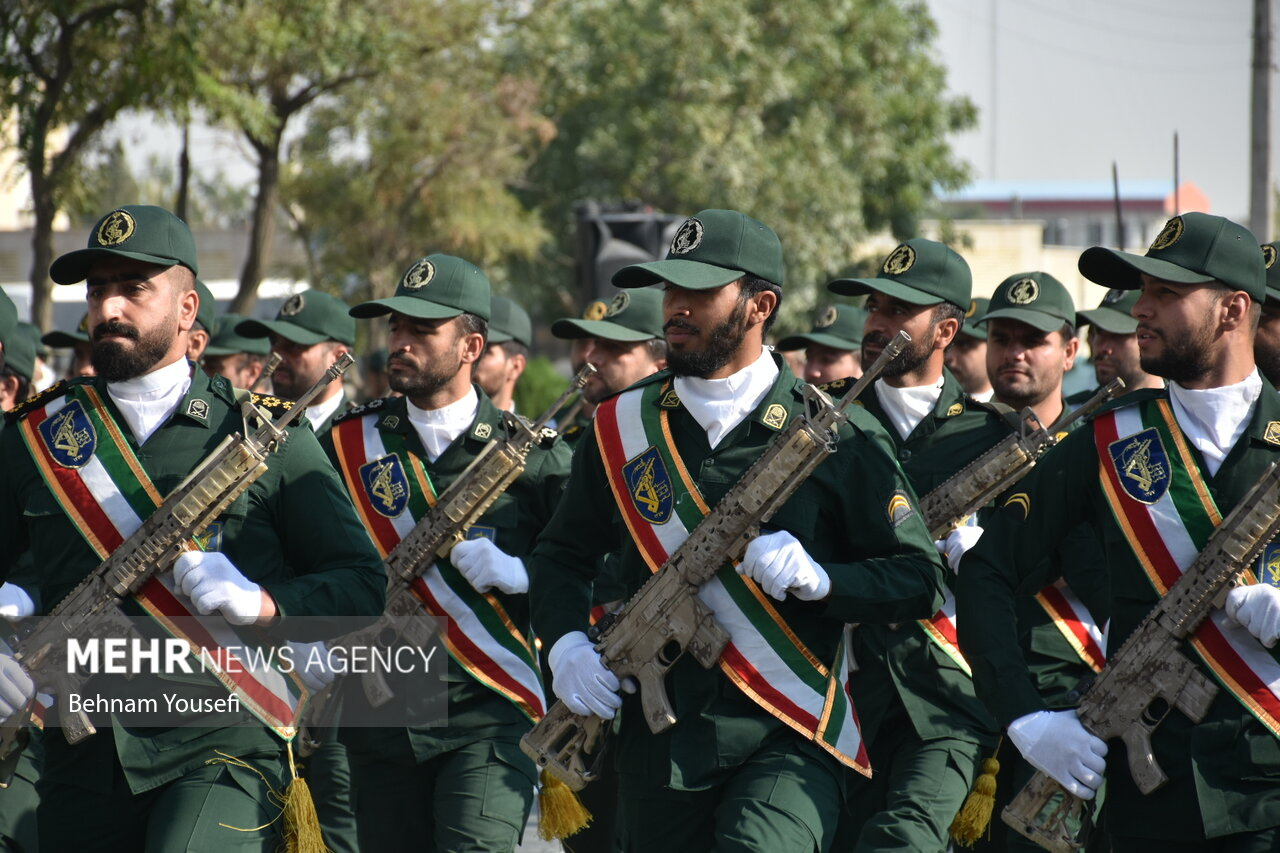
رژه نیروهای تیپ ۷۱ روح‌الله به‌مناسبت سالگرد جنگ ایران و عراق در سال ۱۴۰۱، اراک

تیپ عملیاتی مردم‌پایهٔ ۷۱ روح‌الله یا به اختصار تیپ ۷۱ روح‌الله از تیپ‌های پیاده نیروی زمینی سپاه پاسداران انقلاب اسلامی است، که ستاد فرماندهی و پادگان آن در شهر اراک، استان مرکزی مستقر می‌باشد.
پیشینه شکل‌گیری تیپ ۷۱ روح‌الله به سال ۱۳۶۶ در خلال جنگ ایران و عراق و پس از عملیات والفجر ۱۰ بازمی‌گردد، که به‌عنوان یک یگان مستقل از لشکر ۱۷ علی بن ابی‌طالب تفکیک شد، نخستین فرمانده آن احمد سلیم‌آبادی بود و نیروهای آن از شهرهای اراک، ساوه، خمین، محلات، دلیجان، تفرش، آشتیان و شازند تأمین می‌شد. هم‌اکنون سرهنگ پاسدار مصطفی صفری فرماندهی تیپ ۷۱ روح‌الله را برعهده دارد.